# Lac Boucher (Mékinac)
Le Lac Boucher est une étendue d'eau douce située dans la municipalité de Trois-Rives, dans la municipalité régionale de comté de Mékinac, dans la région administrative de la Mauricie, au Québec, au Canada.

## Géographie
Le lac Boucher (long de 4,5 km et orienté dans l'axe est-ouest) est le plus important plan d'eau du canton Boucher. Il reçoit les eaux de petits lacs environnant : Blain, Émard, Marchand, Vic et Simone. La décharge du lac Boucher se situe à son extrémité est. Les eaux communiquent du côté sud dans le lac Saint-Michel (long de 3,9 km et très étroit (max. 300 m.)). À l'extrémité sud, le lac Saint-Michel bifurque vers l'est ; et 250 m. plus loin, une branche du lac d'environ 200 m. se dirige vers le sud jusqu'au barrage érigé à l'émissaire, soit sur la ligne des cantons canton Boucher (au nord) et Mékinac au sud.
La rivière Boucher est l'émissaire du lac Boucher. Elle coule droit vers le sud sur 18,4, entièrement en territoire forestier et montagneux, pour aller se déverser dans la rivière Mékinac.
À partir du barrage du lac Saint-Michel, les eaux descendent vers le sud sur 14,3 km jusqu'à l'embouchure.

## Toponymie
Initialement, l'arpenteur-géomètre J. Barnard a désigné ce lac sous le nom de « Lac à la Truite », dans son rapport du 19 juillet 1874 du canton de Boucher, lequel sera proclamé en 1875. Il n'est pas déraisonnable de croire que l'appellatif comportant le terme « truite » s'avérait trop commun ; ce qui a incité les autorités à adopter un nouveau toponyme corrélé à celui du canton. Le toponyme « Boucher » évoque Pierre Boucher (explorateur), sieur de Grosbois (1622-1717), lieutenant civil et criminel, juge royal, gouverneur de Trois-Rivières (1653-1659 et 1663-1667), fondateur et seigneur de Boucherville. Ce bâtisseur a été l'auteur d'une Histoire de la Nouvelle-France. Il a été anobli par Louis XIV, qui lui avait demandé de composer un livre sur les ressources naturelles de la colonie (Nouvelle-France), lors de leur rencontre en 1662. Il publia Histoire naturelle à Paris en 1664.
Le toponyme « Lac Boucher » a été officialisé le 5 décembre 1968 à la Banque des noms de lieux de la Commission de toponymie du Québec.